# Бартл, Йозеф
Йозеф Бартл (чеш. Josef Bartl; 3 ноября 1903, Лазы, ныне в составе города Орлова — 28 ноября 1972, Пардубице) — чешский дирижёр.
Окончил Пражскую консерваторию (1927), ученик Карела Болеслава Йирака (композиция) и Отакара Острчила (дирижирование). В течение двух лет руководил музыкальной школой в городе Брезно, затем некоторое время провёл в Австрии и Италии. В 1931—1935 гг. корепетитор в Моравско-Силезском национальном театре в Остраве. В 1936—1938 гг. хормейстер в своём родном городе, затем вновь в Остраве. Опубликовал книгу «Бедржих Сметана, жизнь и творчество» (чеш. Bedřich Smetana, život a dílo; 1939), выступал как музыкальный и театральный рецензент в газете České slovo.
В годы Второй мировой войны главный дирижёр оперных постановок Южночешского театра в Ческе-Будеёвице. В 1945—1947 гг. возглавлял Карловарский симфонический оркестр. В 1947—1952 гг. главный дирижёр оперы в Усти-над-Лабем, в 1952—1956 гг. работал в оперном театре в Кошице. В 1960—1970 гг. дирижёр Национального театра в Праге.
Автор балета «Манон» (1950), симфонии и фортепианной сонаты (обе 1956), камерных и фортепианных пьес.